# Sauconite
La sauconite (simbolo IMA: Sau) è un minerale del gruppo della smectite appartenente alla famiglia dei "silicati e germanati" con composizione Na0,3Zn3(Si,Al)4O10(OH)2 • 4(H2O).
Strutturalmente appartiene alla famiglia dei fillosilicati.

## Etimologia e storia
La sauconite è stata chiamata in questo modo nel 1875 da William Theodore Roepper per il luogo in cui fu scoperta, la Saucon Valley in Pennsylvania, Stati Uniti.
Nel 1865 H. Risse scoprì un nuovo minerale che chiamò moresnetite, dal nome della città di Moresnet (provincia di Liegi, Belgio). Fu successivamente dimostrato da J. Esquevin essere una miscela di sauconite ed emimorfite nel 1957.

## Classificazione
Nella Sistematica dei lapis (Lapis-Systematik) di Stefan Weiß al minerale è stato assegnato il sistema nº VIII/H.20-50. In questa sistematica ciò corrisponde alla classe dei "fillosilicati" e alla sottoclasse dei "fillosilicati simili alla mica con gruppi [Si4O10]4− e simili". La sauconite forma un gruppo distinto, ma senza nome, insieme a hectorite, ferrosaponite, saponite, spadaite, stevensite e zincsilite.
La nona edizione della sistematica minerale di Strunz, valida dal 2001 e aggiornata dall'Associazione Mineralogica Internazionale (IMA) fino al 2009, elenca la sauconite nella classe "9. Silicati (germanati)" e nella sottoclasse "9.E Fillosilicati"; questa è ulteriormente suddivisa in base alla struttura del minerale, in modo che la sauconite possa essere trovata nella sezione nº 9.EC.45 insieme a ferrosaponite, swinefordite, saponite, hectorite, spadaite, stevensite e zincsilite.
Tale classificazione è mantenuta anche nell'edizione successiva, proseguita dal database "mindat.org" e chiamata Classificazione Strunz-mindat.
Anche la sistematica dei minerali secondo Dana, che viene utilizzata principalmente nel mondo anglosassone, classifica la sauconite nella classe dei "silicati e germanati" e lì nella sottoclasse dei "minerali fillosilicati"; qui è nel "gruppo della smectite (smectite triottaedrica)" con il sistema nº 71.03.01b all'interno della suddivisione dei "fillosilicati: strati di anelli a sei membri con minerali argillosi 2:1".

## Abito cristallino
La sauconite cristallizza nel sistema monoclino con gruppo spaziale sconosciuto, anche se altre fonti affermano essere il gruppo C2/m (gruppo nº 12). I parametri reticolari sono a = 5,2 Å, b = 9,1 Å e c = 15,4 Å

## Origine e giacitura
La sauconite è un minerale di riempimento di vuoti e giunture in depositi di zinco e rame ossidati e può essere ridepositato nella falda freatica; i suoi minerali di accompagnamento sono emimorfite, smithsonite, crisocolla, coronadite e vari ossidi del ferro.
La sauconite, pur essendo un minerale piuttosto raro, è stato trovato in diverse località sparse per il mondo.
In Italia è stato trovato a Cassano all'Ionio (Calabria).
Altre località, solo per citarne alcune, sono: la contea di Tipperary (Irlanda); Kujalleq (Groenlandia); a Kelmis e Plombières (Belgio); a Vienne, Céret e Tolone (Francia); a Waldshut e Recklinghausen (Germania).
Al di fuori dell'Europa, sempre citarne solo alcune, le località sono: le province di Bongará e di Paruro (in Perù); nelle municipalità di Aquiles Serdán e di Mapimí (Messico); oltre alle sue località tipo, le miniere "Ueberroth" e "Friedensville" nella Saucon Valley in Pennsylvania, la sauconite negli Stati Uniti è stata rinvenuta in altre contee, come la contea di Pinal (Arizona), la contea di Allamakee (Iowa), la contea di Wythe (Virginia) e la contea di Lafayette (Wisconsin).
Ritrovamenti anche nel governatorato di al-Jawf (Yemen), nel Suƣd (Tagikistan), nel distretto elettorale di Oranjemund (Namibia), nella provincia di Kerman (Iran), nel Fushun (Cina), oltre a diverse altre nazioni.